# Баба Вихронрав
Есмерелда (Есме) Вихронрав, по-известна като Баба Вихронрав (на английски: Granny Weatherwax), е литературна героиня от поредицата „Светът на Диска“ на английския писател Тери Пратчет.

## Описание
Баба Вихронрав е описвана като висока старица, облечена в черно. Обикновено носи много здрави ботуши. Въпреки възрастта си, все още има перфектна кожа и всичките ѝ зъби са си на мястото. Понякога може да бъде видяна с метла – защото е вещица.
Грижила се е за майка си до нейната смърт. Като млада е имала романтично увлечение по Муструм Ридкъли. Твърди се, че в някоя паралелна вселена те са се оженили, и са имали няколко деца.
Както повечето традиционни вещици, Баба живее в къщурка насред гората. Къщурката има извит като спирала комин, и е доста позападнала. Баба не я ремонтира, тъй като не ѝ е собственичка – живее в нея „под наем“. Всъщност, надали помни кой ѝ е хазяин. Малко вероятно е той да се появи и да ѝ поиска наема.
Около къщичката има кошери с пчели. (И Баба трябва да има с кого да си говори, нали?)

## Вещицата
Баба Вихронрав е членка на Ланкърския сбор на вещици. Съгласно традицията, сборът се състои от три вещици – Девицата, Майката и Дъртофелницата. Първоначално Маграт Чеснова е била Девицата, леля Ог – Майката, а баба Вихронрав... в нейно присъствие – Другата. В „Господари и господарки“ Маграт се омъжва и става майка, към сборището в ролята на Девицата се присъеднява младата Агнес Нит, а леля Ог поема подобаващата на възрастта ѝ роля. Баба Вихронрав обаче въобще не мисли да умира или да се пенсионира – след кратка криза на идентичността решава да поеме ролята на жива легенда, и се справя с нея доста успешно.
Баба Вихронрав е най-могъщата вещица в планините Овнерог, и вероятно на целия Диск. Подозира се, че е по-силна дори от най-именитата между вещиците, Черната Алис, която е автор на повечето магии от приказките – да приспи цял замък, или нагли хлапета да я метнат в собствената ѝ фурна. Вероятно Баба се е учила косвено от Черната Алис („Научих изкуството си от Леля Крампа, тя от Гууди Бодливата, тя от Нана Тежката, а тя е ученичка на Алис Черната...“). Репутацията ѝ се простира и сред другите видове – позната е например на троловете под името „Аооргаха хоа“ (което ще рече „Заобиколи от другата страна на планината“), и на джуджетата под името К'ез'рек д'б'дуз, тоест „Тази, която трябва да бъде избягвана“. Надали ще миряса, докато не измести Черната Алис от първото място – всъщност, с пълна сигурност и след това.
Баба Вихронрав притежава непоклатима вяра в собствените си възможности (която не я е подвеждала), и огромно недоверие в разкази. Принципно е трябвало да бъде зла вещица, но ѝ се наложило да бъде добра, за да балансира своята сестра Лили. Лили смята, че именно тя е добрата, защото дава на хората това, което си мисли, че искат – или, по-точно, каквото според нея би трябвало да искат. Есме дава на хората каквото те си знаят, че всъщност им е нужно. Пратчет неведнъж е казвал: „Да си Добър или Прав не значи задължително да си Приятен“. Е, Баба не е.

## Главознанието
Въпреки силата си Баба рядко прави истински магии. Предпочита да разчита на главознание – вид психология, която се основава на принципа „ако те мислят за вещица, значи ставаш за вещица“. Не ѝ е трудно да прокълне някого истински – но предпочита да му каже, че го е проклела, и да го остави да брои проявите на лош късмет върху себе си и да ги приписва на нейните думи. Репутацията ѝ обикновено кара такива хора моментално да потърсят начин да се махнат от този край на света.
Главознанието прилича малко на психологията – и при двете този, който иска да ги използва успешно, трябва добре да знае как точно работи човешкият ум. Подходът им към проблемите обаче е съвсем различен. В книгите се казва, че разликата между главознанието и психологията е в това, че психологът ще тръгне да те убеждава, че не те преследват чудовища, докато този, който използва главознание, ще ти даде бухалка и стол, на който да се качиш.

## Магическата сила
Тъй като Баба обикновено гледа да мине без истинска магия, най-различни образи от Света на Диска понякога са я обвинявали открито, че всичките ѝ умения са всъщност обикновени трикове, и че тя няма особена или дори никаква магическа сила. Обикновено тя ги е опровергавала по извънредно поучителни начини. На няколко пъти тя е показвала огромна сила в различни умения: психокинеза (в „Господари и господарки“), умение да отложи физическа рана за по-късно (в „Маскарад“), да се слее с обзавеждането в стая, и да убеди хора, че ги е превърнала в животни, например жаби. (Умението да го направи реално също влиза в репертоара ѝ.) По време на дуел с Архиканцлера на Невидимия университет, Баба се превръща в най-различни създания, и побеждава. Съществуват предположения, че превръщанията и на двамата са били само привидни, тъй като никой заклинател на Диска не би се отнесъл безотговорно към морфичното си поле. Така или иначе обаче при този дуел Баба се показва като напълно равностойна на Архиканцлера. В „Посестрими в занаята“ тя почти взривява колесница, която за малко не я е прегазила.
Тя е добър майстор на „Заемането“ – умение да наложи ума си върху ума на друго същество, така че да вижда през очите му и да направлява действията му, без то да усети присъствието и, а през цялото това време да си почива в леглото с табелка „нИ съм УмРЕла“ в ръцете. Може да настрои ума си така, че да усеща настроението на тези, които я обкръжават (включително животни, растения и земята), и да почувства „истории“, които се опитват да бъдат разиграни.
Успявала е да усети дори паметите на други Баби Вихронрав от алтернативни реалности, но само когато стените между нейния свят и другите светове са особено изтънели – теория на „Крачолите на времепространството“.

## Ограничения
Съществуването на Баба Вихронрав е изградено върху убеждението, че знае какво е Правилно. Това я пази да не използва по-енергично магическите си сили, и по този начин е основното ѝ ограничение. В „Маскарад“ тя обяснява, че ако е зла вещица, би могла да изпочупи костите на хората, без да ги докосне, и да управлява умовете им според прищевките си – но не е чак толкова зла. Тя знае какво е Правилно. Това обаче не пречи на силата ѝ да расте – до степен тя не само да понесе ухапване на вампир, без да вампиряса, но нападателят ѝ вместо това да се бабоса, и да му се приискат чай и бисквитки.
Освен моралните тя подлежи и на други ограничения (макар и твърде малко). Има някои видове магия, които Баба Вихронрав не може да направи, или се отвращава от тях. Това включва някои от най-често асоциираните с магьосничеството умения, например пирокинезата („Еманципирана магия“).
Въпреки това тя е подпалвала куче, като просто го е гледала, докато то не се възпламени от смущение. Също така тя твърди, че е невъзможно да хванеш меч с гола ръка, без да се нараниш, но малко след това го прави (макар и чрез хитрост – премества раната напред във времето). Всъщност, когато Баба казва, че нещо е невъзможно, тя обикновено има предвид, че е невъзможно за другите.

## Любопитни факти
- Баба Вихронрав е единствената вещица, която е успявала да Заеме пчелен рой.
- Баба няма особена нужда от лични вещи, и държи повечето от своите в дървена кутия. Знае се, че кутията съдържа няколко сувенира – например пакетче писма (може би от младия Муструм Ридкъли) и перо от феникс в бутилка. Освен това тя притежава часовник, който е наследила от майка си, и сребърен сервиз за чай. (Той бива разтопен в „Господари и господарки“, за да бъдат направени подкови за еднорог.)
- Имала е поне три чирачета: Ескарина Смит, която става първата жена магьосник, Агнес Нит и Тифани Ачинг. Последните три официално са били обучавани от други вещици, но са получавали от време на време уроци и от нея.
- Метлата на Баба е прочута с възрастта и своенравието си. Ремонтирана е толкова пъти, че от оригиналната метла не е останало почти нищо, и често има нужда да набере скорост (например като тичаш с нея), за да полети. Потегли ли веднъж обаче, е доста по-бърза от другите метли.
- Баба Вихронрав е един от най-често появяващите се герои на Тери Пратчет. Има я в шест романа за Светът на Диска – „Еманципирана магия“, „Посестрими в занаята“, „Вещици в чужбина“, „Господари и господарки“, „Маскарад“ и „Захапи за врата“. Тя също е важен поддържащ герой в „A Hat Full of Sky“ и „Wintersmith“, появява се за малко в „Wee Free Men“, и е спомената анонимно в „Крадец на време“. Участва също така в разказа „Морето и рибките“.
- Баба обича страховитата репутация, която си е създала, но има нужда и хората да забелязват колко е страховита.
- Баба не знае как изглежда носорогът.
- Представите ѝ за театъра не са особено добри. В „Посестрими в занаята“ тя се възмущава: „Оня падналия нали беше умрял? Защо тогава го виждам, че диша?“.

Баба е просто „бедна стара женица“, когато и е изгодно или ще играе хазарт със заклети комарджии (горките), но НИКОГА не я наричайте така!

## Прототипи
В един от илюстрованите албуми за Света на Диска Тери Пратчет пише: „Баба Вихронрав е събрана от няколко познати ми баби, между тях моята собствена, само че умножени по десет“. (Много баби, които той никога не е познавал, също спокойно биха могли да бъдат част от събирането. Някои биха могли да бъдат прототип на Баба Вихронрав дори поединично – може би без магическите способности, но определено с отношението към света и хората, и естествено, главознанието.)
Името „Есмерелда“ вероятно е пародия на Есмералда от „Парижката света Богородица“ на Виктор Юго, но по-вероятно е Главният Кралски Хроникьор на Ланкър (между другото издаващ кръщелните свидетелства на новородените в това кралство), да е мааалко скаран с правописа, за което свидетелстват и имена като – Маграт (Маргарет) Чеснова, Кравчо Му от село Скапан Г_з и т.н.